# Dantronă
Dantrona, denumită și 1,8-dihidroxiantrachonona, este un compus organic cu efect laxativ, fiind utilizat în unele state în tratamentul constipației. Căile de administrare disponibile sunt orală și rectală. Este un derivat de antrachinonă.